# Сива Вајдијанатан
Сива Вајдијанатан (Бафало, Њујорк, 1966) је историчар културе и медијски научник, као и професор медијских студија на Универзитету Вирџинија. Вајдијанатан је стални колумниста у The Guardian и Slate, а такође је чест сарадник о медијским и културним питањима у разним периодичним часописима, укључујући The Chronicle of Higher Education, New York Times Magazine, The Nation, Slate, The Baffler. Руководилац је Центра за медије и грађанство на Универзитету Вирџиније, који производи телевизијску емисију, радио програм, неколико подкаста. У својим научним радовима се критички односи према феноменима друштвених мрежа и њиховим односом са феноменима јавности, демократије, ауторских права. Неслужбени је творац појма „гуглизација“ који се користи као неологизам који описује ширење Гуглових технологија претраживања и естетике на више тржишта, веб апликација и контекста, укључујући традиционалне институције као што је библиотека. Брзи успон претраживачких медија, посебно Гугла, дио је историје нових медија и скреће пажњу на питања приступа и на односе између комерцијалних интереса и медија.

## Литератира
- Camp, L. Jean. DRM: doesn't really mean digital copyright management
- Eschenfelder, Kristin R. (2007) Every Library's Nightmare? Digital Rights Management and Licensed Scholarly Digital Resources
- Ross, Andrew. "Technology and Below-the-Line Labor in the Copyfight over Intellectual Property". American Quarterly, Volume 58, Number 3, September 2006, pp. 743–766
- Vaidhyanathan, Siva. "Critical Information Studies: A Bibliographic Manifesto". Cultural Studies 20(2/3) (March/May 2006): 292–315. ISSN 0950-2386 Download the .pdf